# Putti porta canelobres
Els dos Putti porta canelobres del Museu Jacquemart-André a París són dues escultures de bronze atribuïdes a Donatello. L'altura és respectivament de 67,5 i 57,50 cm i en general es daten entre els anys 1434 i 1439.
Les dues obres són, segurament, els dos àngels del cor, que Vasari descriu a la biografia sobre Luca della Robbia, de la catedral de Florència. El treball és pràcticament indiscutible de Donatello i molts assumeixen que van ser fets per al coronament de la cantoria enfrontada esculpida per Donatello per a la mateixa catedral de Santa Maria del Fiore.
Els dos putti són simètrics, però amb lleugeres diferències. Estan asseguts, amb un peu descansant sobre la peanya que els sosté i l'altra cama més relaxada cap avall. El cos amb un gir elegant, un cap a la dreta i l'altre a l'esquerra, gir que es veu accentuat pel cap al seu torn, amb l'angle al mateix sentit, es crea una bella rotació mitjançant una línia en forma d'espiral amb les mans que reposen sobre el genoll oposat, les quals subjecten una base per permetre l'ús d'una gran espelma de cera.